# 제59회 미국 작가 조합상
제59회 미국 작가 조합상은 2006년 뛰어난 활동을 보인 영화 작가를 기리기 위해 2007년 2월에 열린 시상식이다.

## 수상 및 후보

### 각본상
- 미스 리틀 선샤인 - 조나단 데이턴 외 1명 수상

### 각색상
- 디파티드 - 마틴 스코세이지 수상

### 다큐멘터리 각본상
- 딜리버 어스 프럼 이블 - 에이미 버그 수상

### TV 애니메이션상
- 줄스 페이퍼 수상

### 발렌타인 데이비스 상
- 래리 겔바트 수상

### 모건 콕스 상
- Daryl G. Nickens 수상

### 에블린 F. 버클리 상
- Joan Didion 수상

### 이안 맥레랜 헌터 상
- 앤드류 버그먼 수상

### 리차드 B. 자브로우 상
- Gail Lee 수상